# استانیسواف نیوینسکی
استانیسواف نیوینسکی (لهستانی: Stanisław Niwiński؛ ‏ ۸ مهٔ ۱۹۳۲ – ۴ مهٔ ۲۰۰۲) بازیگر اهل لهستان بود.
از فیلم‌ها یا برنامه‌های تلویزیونی که وی در آن نقش داشته‌است، می‌توان به یاروسواف دومبروفسکی، لهستان بازسازی‌شده، طایفه، بال‌های سیاه، یک فاجعه و خوبال اشاره کرد.